# Spot a Fake
„Spot a Fake” este un cântec al cântăreței americane Ava Max. Acesta a fost lansat pe 20 septembrie 2024, prin Atlantic Records, ca primul single de pe cel de-al treilea album de studio.

## Context și lansare
Pe 2 iulie 2024, Max a postat un fragment din „Spot a Fake” pe rețelele sale de socializare. Pe 13 septembrie, ea a anunțat data lansării single-ului, urmată de dezvăluirea copertei single-ului, care omagiază filmul din 2012 Moonrise Kingdom⁠(d), trei zile mai târziu. Max a declarat că melodia și videoclipul spun o „poveste de trădare și codul de fată rupt” care au fost „inspirate de momente care au zguduit cercul ei interior”. Într-un teaser video promoțional, este prezentat un prieten care ridică un cuțit în spatele lui Max, despre care fanii speculează că ar reprezenta-o pe fosta ei colaboratoare Madison Love⁠(d). Acesta a fost lansat pentru descărcare digitală și streaming pe 20 septembrie. A fost scris de Max, LØLØ⁠(d), Salem Ilese⁠(d), și producătorul Grand Boutin.

## Credite și personal
Credite adaptate de la YouTube.
- Amanda Ava Koci - voce, compoziție
- Grant Boutin - compoziție, producție
- Lauren Mandel⁠(d) - compoziție
- Salem Ilese⁠(d) - compozitor
- Chris Gehringer⁠(d) - mastering
- Șerban Ghenea - mixaj
- Alex Kade - producție

## Istoria lansării
| Regiune | Data               | Format(e)                  | Etichetă(e) | Ref.   |
| ------- | ------------------ | -------------------------- | ----------- | ------ |
| Diverse | 20 septembrie 2024 | Digital download streaming | Atlantic    | [ 13 ] |
| Italia  | Radio airplay⁠(d)   | Warner                     | [ 14 ]      |        |